# Tintagel
Situato sulla costa atlantica settentrionale della Cornovaglia, il villaggio di Tintagel (pronunciato /tɪnˈtædʒl̩/ con l'accento sulla seconda sillaba; in cornico Dintagell) e il castello di Tintagel sono associati alle leggende arturiane e dei cavalieri della Tavola rotonda.

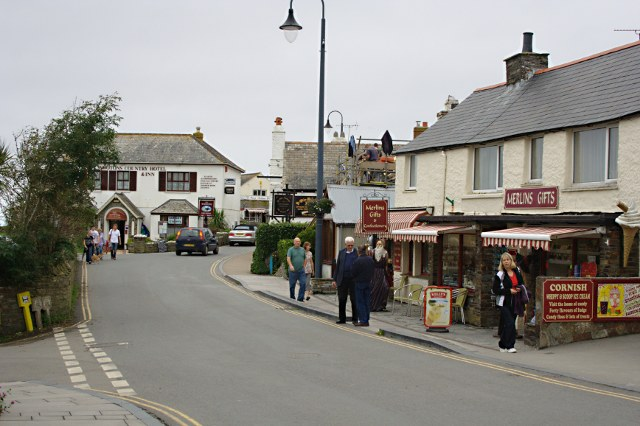
Trevena

Oggi, il villaggio è conosciuto con il nome di Trevena. Viene considerato come il luogo di nascita di Artù da Goffredo di Monmouth, e compare come luogo dei miti arturiani nel poema di Lord Alfred Tennyson, Idilli del re.
Importanti scavi archeologici iniziati da C. A. Ralegh Radford negli anni '30 del '900 nell'area del castello di Tintagel (XII secolo) hanno rivelato che l'altura dove sorge il maniero ospitò un importante monastero celtico di alta condizione, visitato in una missione nel 590 dal monaco irlandese San Colombano, o di una fortezza principesca o di un insediamento commerciale del V-VI secolo (cioè subito dopo il ritiro romano dalla Britannia). Ritrovamenti di vasi d'origine mediterranea di vino e olio indicano che la Britannia, nel periodo post-romano, non era l'avamposto isolato che si pensava . Nel 1998, gli scavi hanno portato alla luce la Pietra di Artù.
Il Tintagel Old Post Office è un monumento storico della Cornovaglia: si tratta di un edificio costruito nel XIV secolo, dapprima come casa padronale, per poi assumere importanza nel XIX secolo come ufficio postale, per migliorare il servizio in una regione remota come quella di Tintagel. L'edificio è stato acquistato dal National Trust nel 1903 ed è divenuto museo aperto al pubblico. Il Tintagel Old Post Office si presenta come una casa medievale, esterno in pietra e interni accuratamente restaurati e arredati con mobili d'epoca e attrezzi originali, tra cui la cucina, le stanze da letto, la sala centrale e una stanza con il vecchio ufficio postale vittoriano. Il luogo è visitato attualmente da 45 000 persone l'anno, considerata la sua vantaggiosa posizione lungo l'accesso al famoso castello di Tintagel.
La costa intorno a Tintagel è composta da ardesia devoniana, che nel periodo caldo fa colorare di verde turchese il litorale e le acque.

## Influenza culturale
A Tintagel è intitolata la Tintagil Catena su Mimas.